# Neuseeländische Badmintonmeisterschaft 1935
Die Neuseeländische Badmintonmeisterschaft 1935 fand in Auckland statt. Es war die neunte Austragung der Badmintonmeisterschaften von Neuseeland. 	

## Titelträger
| Disziplin    | Sieger                  |
| ------------ | ----------------------- |
| Herreneinzel | J. W. Neale             |
| Dameneinzel  | Phyllis Wren            |
| Herrendoppel | J. W. Neale R. F. Hull  |
| Damendoppel  | J. E. Ramsay Mary Wade  |
| Mixed        | H. D. Reid J. E. Ramsay |